# 암이라는 이름을 가진 드래곤
암이라는 이름을 가진 드래곤(영어: That Dragon, Cancer)은 라이언과 에이미 그린, 조쉬 라슨, 그리고 Numinous games가 일부 참여해 만든 비디오 게임이다. 이 게임은 그린 부부와 생후 12개월에 말기암 판정을 받고 시한부 인생임에도 불구하고 4년을 더 생존하다 결국 2014년 3월 암에 의해 세상을 떠난 그들의 아들 조엘의 사연의 바탕으로 한 자전적게임이다. 이 게임은 포인트 앤 클릭 방식의 어드벤처 게임으로 플레이어가 조엘과 함께한 기간동안의 기쁘고 슬펐던 기억을 경험하도록 설계되었으며, 매체의 상호작용과 몰입도를 이용하여 영화가 할 수 없는 방식으로 이야기를 연결시킨다. 처음에는 라이언과 에이미가 조엘의 건강 상태가 불확실할 때 조엘과 추억을 연관시키기 위해 개발되었으나, 조엘이 사망하자 조엘과의 시간과 상호작용을 기념하고 개인화하기 위해 게임의 상당 부분을 다시 작업했다. 게임과 함께 조엘의 마지막 몇 년과 게임의 발전을 모두 기록한 다큐멘터리 '놀아줘서 고마워'가 2016년에 방영되었다.
'암이라는 이름을 가진 드래곤'은 초기에 Ouya에서만 플레이할 수 있는 한정판매 출시를 목표로 하였는데, 이 회사의 제작자들이 게임의 개발에 자금을 모으는 데 도움을 주었다. 확장된 자금과 게임 범위 확대 등으로 개발자들은 게임 완료를 위한 추가 자금을 확보하고 마이크로소프트 윈도우, 맥 OS X 등 다른 플랫폼에서 동시 출시를 보장하기 위해 Ouya와 제휴하여 킥스타터에 크라우드 펀딩 캠페인을 벌였다. 이 게임은 2016년 1월 12일, 조엘의 일곱 번째 생일날 출시되었다. [iOS] 버전은 2016년 10월에 출시되었다. 이 게임은 부모의 입장에서 플레이어가 그린 가족들이 아픔과 그들의 감함을 체험하게 하여 생생한 자전적 경험을 느끼게 한다는 찬사를 받았다.

## 배경
'암이라는 이름을 가진 드래곤'은 2010년 11월경 라이언과 에이미 그린의 생후 12개월 된 조엘이 [비정형적 테라토이드 횡돌기종양] 진단을 받은 후 겪은 경험에서 비롯되었다. 의사들은 아이가 약 4개월만 살 수 있을 것이라 말했지만, 7개의 종양이 추가로 발병했음에도 불구하고 조엘은 4년을 더 살았다. 조엘의 병으로 인해 정신적으로 낙후되어 2세까지 말을 할 수 없게 되었고, 그는 치료를 위해 수많은 완화 치료와 화학 치료가 요구되었으며, 의사와 병원을 방문과 함께 부모의 보살핌과 감독이 필요했다. 2014년 초 조엘의 병세가 악화됐고, 그린 부부는 일시적으로 콜로라도에서 샌프란시스코로 이동해 약물 실험에 참여했다. 그 신약은 어떤 증상도 완화시키지 못했다. 라이언과 에이미는 병원의 조언에 따라 그를 영양 보급관에서 떼어내기로 결정했고, 2014년 3월 13일 5세의 나이로 사망했다.

## 게임플레이
'암이라는 이름의 드래곤'은 조엘의 투병 기간동안의 그린 부부의 경험을 바탕으로 여러 추상적인 장면을 3인칭과 1인칭 관점에서 모두 보여주는 탐험 게임 형식으로 펼쳐진다. 플레이어는 대화형 예술로 표현된 조엘의 생애 동안 겪어야 했던 감정적인 순간들을 담아내는 14개의 작은 그림에서 조엘의 부모인 라이언과 에이미 역할을 맡는다. 플레이어는 등장인물들과 상호작용할 수 있고 부부가 직면해야 했던 것과 비슷한 특정한 선택을 할 수 있다. 예를 들어, 첫 번째 장면은 부모가 자녀의 진단을 알게 되는 장면으로, 플레이어가 병원 환경의 '불합리와 불임'을 반성하면서 아이를 돌보는 새로운 책임을 고려하게 한다. The game includes some fantasizing and imaginative reconstructions of some of the real moments the Greens experienced, such as a wagon ride in a hospital being envisioned as a colorful racing game. 플레이를 하다보면 라이언, 에이미 등 가족들의 내레이션은 물론 조엘과 함께 했던 시절 음성메일과 같은 녹음도 함께 진행된다. 그 장면들 중에는 그들의 삶에서 비슷한 상실을 겪은 사람들이 보낸 카드, 편지, 그리고 그들 가족에 대한 다른 지지 물품 등이 포함되어 있다.

## 발전
라이언 그린은 조엘이 4살이었을 때 이 게임에 대한 아이디어를 생각해 냈다. 그와 경건한 기독교인이었던 에이미는 조엘이 처음의 진단보다 더해진 세월이 기적이라고 느꼈다. 그 아이디어에 앞서 그린은 '기가 와이프'와 같이 좀 더 감성적인 게임을 만들었는데, 이는 배우자와의 상호작용이 '타마고치'와 같은 게임과 어떻게 비교될 수 있는지를 보여준다. 교회에 있는 동안, 라이언은 지난 몇 년간의 성찰 중에 '암이라는 이름의 드래곤'에 대한 아이디어를 생각해 냈고, 특히 조엘의 눈물을 멈추게 하려고 했던 병원의 하룻밤을 떠올렸다. 조엘에게 한 모든 일은 조엘이 눈물을 멈추게 한 후에야 그의 고통을 더 악화시키는 것 같았다; 라이언은 어떻게 조엘이 눈물을 멈추었는지 회상했다.그것은 그에게 특별한 게임 역학의 비디오 게임을 상기시켰다. 그는 더 많은 청중에게 조엘과 함께한 경험을 전하고 싶었고, 대화형 비디오 게임이 '신의 은총'이라는 메시지를 표현하기에 더 좋은 매개체가 될 것이라고 느꼈다. 라이언은 비디오 게임으로 "당신은 이 세상을 창조할 수 있고 플레이어가 그 안에서 살고 당신이 창조한 것을 사랑하도록 요청할 수 있다"고 말했다. 이 게임의 이름은 그린 부부가 암이라는 이름의 용과 싸우는 용맹한 기사 조엘이 얼마나 용감한 기사였는지에 대한 우화를 통해 다른 아이들에게 조엘의 병에 대해 이야기한 데서 따온 것이다.
라이언과 에이미는 라이언이 크리스천 비디오게임 개발사인 소마게임즈에서 일하면서 2010년 만난 또 다른 게임 개발자 조쉬 라슨과 함께 일했다. 그들의 우정은 2011년 게임 잼 이후 더욱 발전했다. 두 사람은 게임 공동 개발에 대해 이야기하기 시작했고, 라르손은 조엘과의 고난이 강력한 프로젝트를 만들 것이라고 제안했었다. 라슨은 2012년 말경까지 1년간 계약업무를 포기해 게임을 살리는 데 도움을 주고, 에이미와 논의 끝에 라이언도 직장에 복귀하기 전 타이틀 개발을 돕기 위해 3개월을 쓰기로 합의했다. 그 몇 달이 지나자 에이미는 라이언에게 다시 일터로 돌아가라고 강요할 수 없었고, 둘 다 이 시점에서 게임을 끝내야 한다고 느꼈다. 작가였던 에이미는 이미 조엘과의 경험을 담은 자작서인 '아직 죽지 않았다'를 썼고, 게임의 작가로 참여하면서 기존 서사의 일부를 게임에 끌어들였다. 그린 부부와 라슨은 타이틀을 배포하기 위해 스튜디오 Numinous Games를 만들었다. 스튜디오 Numinous의 시작은 '암이라는 이름의 드래곤'의 성공 여부에 달려 있지만, 이들은 참여가 적으면 향후 프로젝트가 더 원활하게 진행되도록 하는 데 도움이 될 것이라는 기대와 함께 다른 제3자 이야기를 영감 삼아 유사한 감성 게임을 계속 만들 수 있을 것으로 기대했다.
라이언은 프로젝트를 지원하기 위해 기금을 모으기 시작했다. 라이언은 처음에 병원에서 그날 밤 조엘을 진정시키기 위해 노력한 것을 바탕으로 게임의 짧은 데모 버전을 개발했는데, 그와 라슨은 2013년 게임 개발자 콘퍼런스에서 이를 시연했다. 시연에서 번역된 장면은 집에서 조엘이 끊임없이 울고 있는 장면이었다. 비록 플레이어가 조엘을 진정시키기 위해 장난감과 책과 같은 많은 물건들이 주어지지만, 그 물건들 중 어느 것도 작동하지 않았고, 보육원을 나가려고 시도하는 것은 금지되었다. 제공된 모든 옵션이 시도되기 전까지는 플레이어가 조엘을 진정시키기 위해 마지막으로 앉아서 기도에 의지할 수 있는 선택권이 주어졌다. 이것은 그 곳의 많은 언론의 주목을 끌었고, 그 제목을 세상의 이목을 끌었다. 몇몇 투자자들이 게임의 완성에 자금을 대는 것을 돕기 위해 나섰지만, 이 투자자들 중 일부는 프로젝트가 너무 위험하다고 생각하여 나중에 물러났다. 라이언은 마이크로 콘솔에 대한 한정판매를 대가로 Ouya로부터 게임 개발을 위한 자금 지원을 받을 수 있었다. 이 중 상당수는 최근에 Ouya의 플랫폼 복음화의 수장으로 지명된 켈리 산티아고에서 비롯되었다. 2013년 초 현재 상태로 게임을 본 산티아고는 "만들 필요가 있다"고 느꼈다. Ouya 펀드는 그린 부부와 라슨을 지원하는 데 도움이 되었고 개발자 3명을 더 고용할 수 있게 되었다. 콘솔에 미온적인 환영을 받으며 약 몇 달 후인 2013년 8월 그린이 Ouya와의 계약을 발표했을 때, 많은 이들이 Ouya 시스템에 대한 인식이 좋지 않아 그린의 선택을 비판했고, Ouya가 제품을 발표하기 위해 사용했던 트위터 메시지도 좋지 않았다. 그린은 Ouya를 선택한 자신의 선택을 옹호하면서 이 장치의 개발사가 더 큰 목표를 향해 좋은 의도를 가지고 있다고 말했다.
추가 자금 지원은 상당하지만 게임 범위를 넓혀 다소 차질을 빚기도 했고, 개발 과정에서 부부는 대출과 기부금에 의존하며 생활하기도 했다. 2014년 3월 조엘의 사망 이후 라이언은 조엘의 기억을 기리고 그의 패배에 대처하기 위한 방법으로 게임을 마무리하는 데 더욱 전념했고, 조엘의 장례식이 끝난 며칠 후 다시 업무에 복귀했다. 그 때까지 게임은 조엘의 운명을 알 수 없는 것에 기초하여 쓰여졌지만, 그의 죽음과 함께 팀은 그들이 가지고 있는 많은 것들이 라이언과 에이미 쪽의 이야기에 더 집중되어 있다는 것을 인식하고, 그것을 더욱 이기적인 작품으로 느끼게 했다. 타이틀의 상호작용성에 대한 투자자들의 우려도 있었다. 그들은 게임의 약 70%를 다시 써서 조엘과의 상호작용에 더 집중하도록 만들었다. 원래 게임은 플레이어가 당길 수 있는 수많은 레버가 달린 기계를 목격하는 것으로 끝났을 텐데, 기계의 내부를 살펴보니 레버가 모두 끊어져 있었고, 상황을 통제할 수 없었다. 조엘의 죽음 이후, 그들은 이 장면이 더 이상 필요하지 않다고 느꼈고, 대신 그들의 이야기를 마무리 짓기 위해 사후세계 형식의 성당에서 조엘과 마지막 시간을 교류하는 플레이어들로 대체했다. With the change, Ryan hoped that the game would help others to cope and open up with others with the loss of loved ones. 디자인의 특징 중 하나는 게임 속 캐릭터들을 특징 없는 얼굴로 표현하는 것이었다. 라이언은 둘 다 작은 팀이기 때문에 캐릭터의 얼굴을 완벽하게 프로그래밍하고 생동감을 줄 수 있는 기술적 능력이 없었고, 얼굴들을 특징 없이 남겨두면 게임 캐릭터 대신에 자신을 상상함으로써 선수들이 참여하는데 도움이 될 것이라고 말했다.
2014년 11월, Ouya 및 기타 투자 자금이 소진된 상태에서, 라이언 그린은 게임에 광범위한 영향을 미치기 위해 Ouya의 단독 판매를 포기하기로 결정했다고 발표했으며, Ouya와 함께 윈도우 및 맥 OS X 버전의 동시 출시를 목표로 [Kickstarter] 캠페인을 전개했다. 이 캠페인은 2015년 중반 출시 예정에서 타이틀을 뒤로 밀리지 않기 위해 8만5000달러(약 8억5000만원)의 자금을 조달하기 위한 것으로, 목표를 달성하면 [인디펀드]의 개인대출과 자금후원을 통해 도움을 받을 수 있다. 킥스타터는 3700명에 가까운 후원자들로부터 10만 달러 이상을 모금하는 등 성공적이었고, 이를 통해 여러 후원자들이 자신의 사진과 어린 나이에 불치병이나 수술 불가능한 병으로 인해 자녀들을 잃은 사연을 그린 부부와 공유했는데, 이는 게임에 포함될 것이다.
이 게임은 조엘의 일곱 번째 생일이 될 뻔했던 2016년 1월 12일에 발매되었다. 그린 부부는 조엘이 가장 좋아하는 음식인 팬케이크를 출시 당일 저녁으로 즐길 수 있도록 지지자들을 격려했다. 2015년 Ouya 플랫폼과 부동산을 인수한 래저 주식회사는 Ouya에서 판매된 '암이라는 이름의 드래곤'의 모든 수익금을 모건 애덤스 재단과 패밀리 하우스 SF에 기부할 것이라고 밝혔는데, 이 두 자선단체는 조엘이 샌프란시스코에서 치료를 받는 동안 그린스 가족을 도왔다.
[iOS] 버전은 2016년 10월 5일에 출시되었다.

## 다큐멘터리
그린스와 그린스가 2014년 4월 발표한 '암이라는 이름의 드래곤'의 개발에 관한 다큐멘터리 '놀아줘서 고마워'가 그것이다. 이 영화는 게임의 전개와는 무관하게 [David Osit]와 [Malika Zouhali-Worrall]이 제작하였다. 이 다큐멘터리는 POV (TV 시리즈)의 일부로 PBS에 의해 픽업되었다.PAX expo에서 2015년 8월에 시사회가 방영되는 동안 2016년에 방송된다. Through a successful Kickstarter, the film will also have a limited theatrical run before its digital release in March 2016. 이 다큐멘터리는 2016년 10월 24일 PBS에서 텔레비전을 통해 방송되었다. 게임의 탄생 과정과 조엘의 죽음을 준비하는 가족의 슬픔을 다룬 이 오디오 다큐멘터리는 김렛이 라이언과 에이미 그린의 인터뷰를 통해 제작했다.
'암이라는 이름의 드래곤'과 라이언 그린은 2015년 다큐멘터리 'GameLoading: Rise of The Indies'에도 출연했다.

## 환영
'저 드래곤, 암'은 개봉 후 평론가들로부터 극찬을 받았는데, 압도적인 감정적 어려움에 대해 많은 호평이 쏟아지면서 그린 부부가 조엘과 겪은 일을 경험하고 이해하게 만들었다. 'Ars Technica'의 샘 마흐케보치는 다른 게임들이 플레이어들로부터 비슷한 감정을 이끌어내려고 노력했지만, '암이라는 이름의 드래곤'은 "매우 솔직하고, 매우 적너라하게 자서전적이며, 그래서 창작자들의 정신적 정체성이 배어 있다"는 점에서 그 접근방식이 독특했다고 언급했다. 'Ars Technica'의 카산드라 카우는 일부 vignet들이 다른 것만큼 강력하지는 않지만, '암이라는 이름의 드래곤'은 관찰자로 남는 대신 플레이어가 상호작용하도록 강요하는 것처럼 비디오 게임 매체를 효과적으로 이용했다고 믿었다. 이 게임은 "우리가 크리에이터들의 슬픔을 일부 짊어지고 짧은 삶을 산 조엘의 유산을 받아들이도록 우리를 설득한다"고 말했다. 'IGN'의 루시 오브라이언은 게임에 대해 "불완전하지만 잊을 수 없는" 것이라 요약했다.
2016년 3월 라이언 그린은 자신의 팀을 대표해 "게임은 스팀 스파이 데이터를 기준으로 약 1만 4천 부밖에 팔리지 않았고 아직 게임 개발 자금을 회수하지 못했다"고 평했다. 라이언은 많은 Let's Play (LP)에 주목했다. 100만뷰 이상의 조회수를 모은 '암이라는 이름의 드래곤'의 비디오는 단순히 코멘트 없이 게임을 진행하거나 시청자들에게 게임에 대한 링크와 정보를 제공하지 않아 시청자들이 타이틀을 한 번 다 보고 구매하려는 동기를 부여하지 않았다.

## 수상경력
| Year | Award                                                  | Category                                | Result | Ref           |
| ---- | ------------------------------------------------------ | --------------------------------------- | ------ | ------------- |
| 2016 | Emotional Games Awards 2016                            | Best Emotional Indie Game               | 수상   | [ 34 ]        |
| 2016 | Independent Games Festival Awards 2016                 | Excellence in Audio and Narrative       | 후보   | [ 35 ]        |
| 2016 | Games for Change Awards 2016                           | Best Gameplay                           | 수상   | [ 36 ] [ 37 ] |
| 2016 | Games for Change Awards 2016                           | Most Innovative                         | 수상   | [ 36 ] [ 37 ] |
| 2016 | The Game Awards 2016                                   | Games for Impact                        | 수상   | [ 38 ] [ 39 ] |
| 2017 | Academy of Interactive Arts & Sciences D.I.C.E. Awards | D.I.C.E. Spirit Award                   | 후보   | [ 40 ]        |
| 2017 | Academy of Interactive Arts & Sciences D.I.C.E. Awards | Outstanding Achievement in Story        | 후보   | [ 40 ]        |
| 2017 | National Academy of Video Game Trade Reviewers         | Game, Special Class                     | 수상   | [ 41 ]        |
| 2017 | 2017 SXSW Gaming Awards                                | Matthew Crump Cultural Innovation Award | 수상   | [ 42 ] [ 43 ] |
| 2017 | 2017 SXSW Gaming Awards                                | Excellence in Narrative                 | 후보   | [ 42 ] [ 43 ] |
| 2017 | 2017 SXSW Gaming Awards                                | Most Fulfilling Community-Funded Game   | 후보   | [ 42 ] [ 43 ] |
| 2017 | 13th British Academy Games Awards                      | Debut Game                              | 후보   | [ 44 ] [ 45 ] |
| 2017 | 13th British Academy Games Awards                      | Game Innovation                         | 수상   | [ 44 ] [ 45 ] |